# Пчелна пита
Пчелните пити представляват восъчни пити, върху които живее и се развива пчелното семейство. Изградени са от килийки, в които се отглеждат развиващите се пчели и се складират запасите от мед и прашец.

## Изграждане на пчелната пита
При изграждането на питите пчелите свалят със задните си крачета восъчните пластинки от техните коремчета, след което ги размачкват между челюстите си и правят топченца, от които изграждат дъната и стените на килийките. Пчелните пити, които са както жилище, така и гнездо за пчелите, се състоят от два вертикални слоя шестоъгълни килийки, допрени с пирамидалните си, съставени от три ромбични плоскости дъна към обща преградка. Пчелите градят винаги от горе надолу и строго отвесно.

## Видове килийки
При медоносните пчели в питите се различават три вида килийки:
- Пчелни (работнически) – за отглеждане на развиващите се работнички и за съхраняване на запасите от мед и прашец. Те са със среден диаметър около 5,38 – 5,42 mm. Дълбочината на пчелната килийка е между 10 и 12 mm. Дебелината на питите, в които се отглеждат работничките е 22 – 25 mm, а междината между питите около 12 mm. Ако това разстояние бъде увеличено значително, пчелите започват да градят промеждутъчни пити, а ако се стесни, изгризват част от стените на килийките. Обикновено килийките са с 4 – 5 градуса наклонени нагоре но с парабола – леко завити с радиус.
- Търтееви – за отглеждане на търтеите и за поставяне на мед. Те са с диаметър 6,25 – 7 mm, и дълбочина около 13 – 16 mm.
- Майчини (маточници) – за отглеждане на майки. Разположени са в периферията на питите и са в ограничен брой. Те се използват еднократно тъй като са дълбоки от 200 до 250 mm и майката не би могла да снесе яйце в тях за втори път. Процесът на яйцеснасянето протича още в стадий „основа на маточника“ (майчина паничка). С развитието на ларвата килийката достига окончателния си размер. След излюпването на майката тя бива разрушена в една или друга степен. Поради дълбочината на майчината килийка за нея няма достатъчно място във вертикално положение между питите. Ето защо голямата ѝ крайна част се изгражда надолу. Маточниците биват два вида:
  - Роеви, които се изграждат при подготовка за рояване в краищата на питите – поединично или на групички. Отначало пчелите изграждат основата на маточника. Тя има вид на кръгла паничка с отвор, обърнат надолу. Там майката снася едно яйце, след което пчелите постепенно според развитието на личинката доизграждат стените на маточника. В завършен вид маточникът има дължина около 20 – 25 mm. Отвътре стените му са гладки, а отвън – наръбени.
  - Свищеви (за майки-заместителки). При временно осиротяване, когато в гнездото има само млади личинки за работни пчели, работничките избират една или повече килийки с такива личинки в средата на питата и разрушават около всяка от тях по три съседни килийки. По този начин те увеличават обема на маточника, предназначен за излюпване на майка-заместителка. С растежа на личинките пчелите доизграждат стените и на този вид маточници. Поради липса обаче, на достатъчно пространство в пчелната междина при градежа маточниците биват извити надолу.

## Форма на килийките
Освен различна големина, различните килийки изграждащи питата имат и различна форма.
Маточниците са с форма на жълъд или фъстък. Формата на работническите и търтеевите килийки е правилна шестоъгълна призма, която е затворена в дъното си от три ромбовидни плоскости завъртяни на 120° градуса една спрямо друга. Тъпите ъгли между тези плоскости образуват тристенна пирамида.
Тъй като всяка стена и всяка плоскост от дъното са едновременно разделителни стени между две килийки, този принцип на изграждане дава възможност за оптимално използване на пространството – на квадратен сантиметър се събират четири работнически или три търтееви килийки, и всичко това при минимален разход на строителен материал и време, забележителна здравина и устойчивост, както и минимална топлопроводимост.
Освен с тази правилна форма в питите може да бъдат намерени преходни килийки с неправилна форма, които пчелите изграждат при преминаване от пчелни към търтееви килийки. В тях пчелите слагат само мед. Крайните килийки са също неправилни и служат за прикрепваме на питите.